# Villa Vorsteher

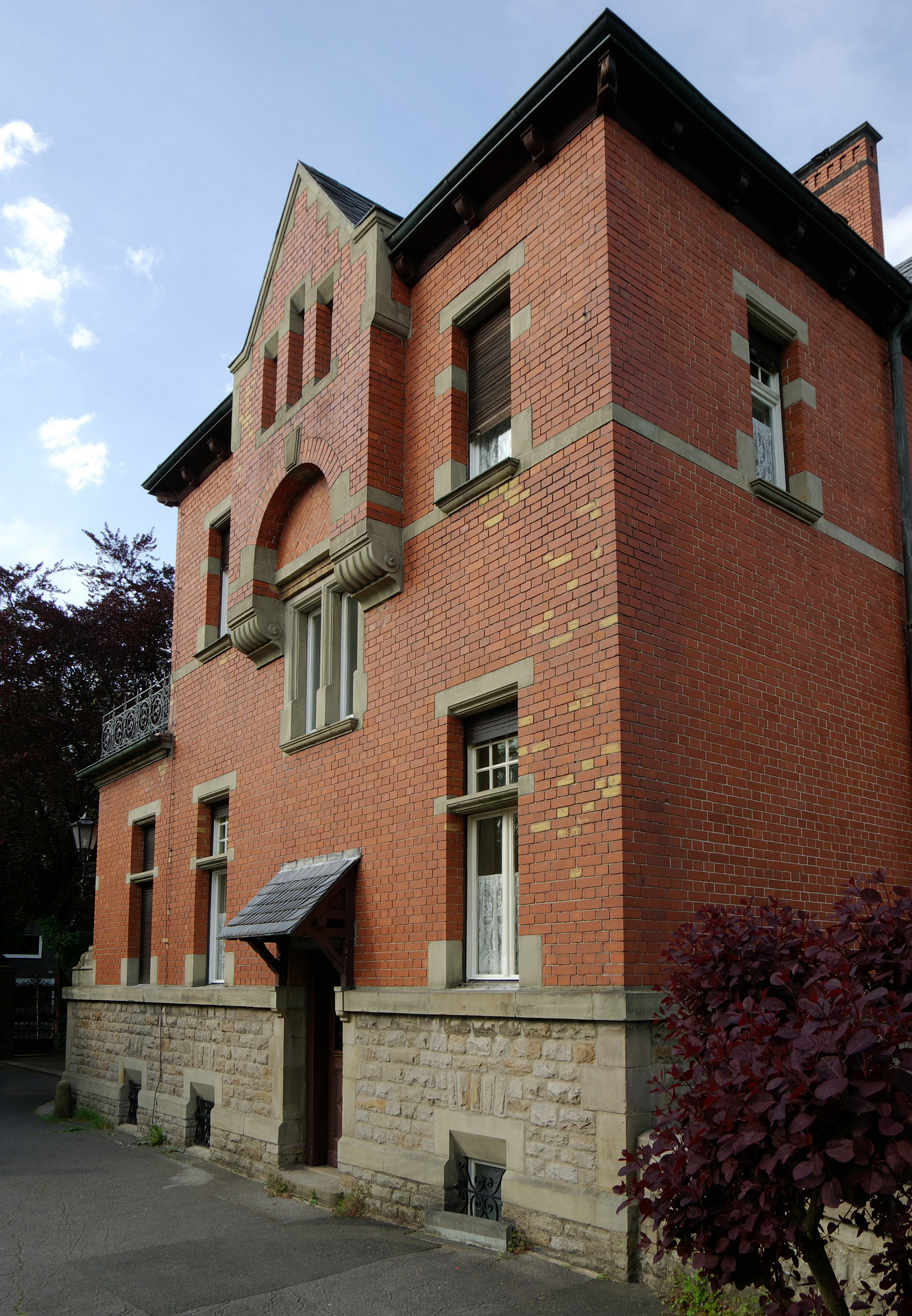
Villa Vorsteher

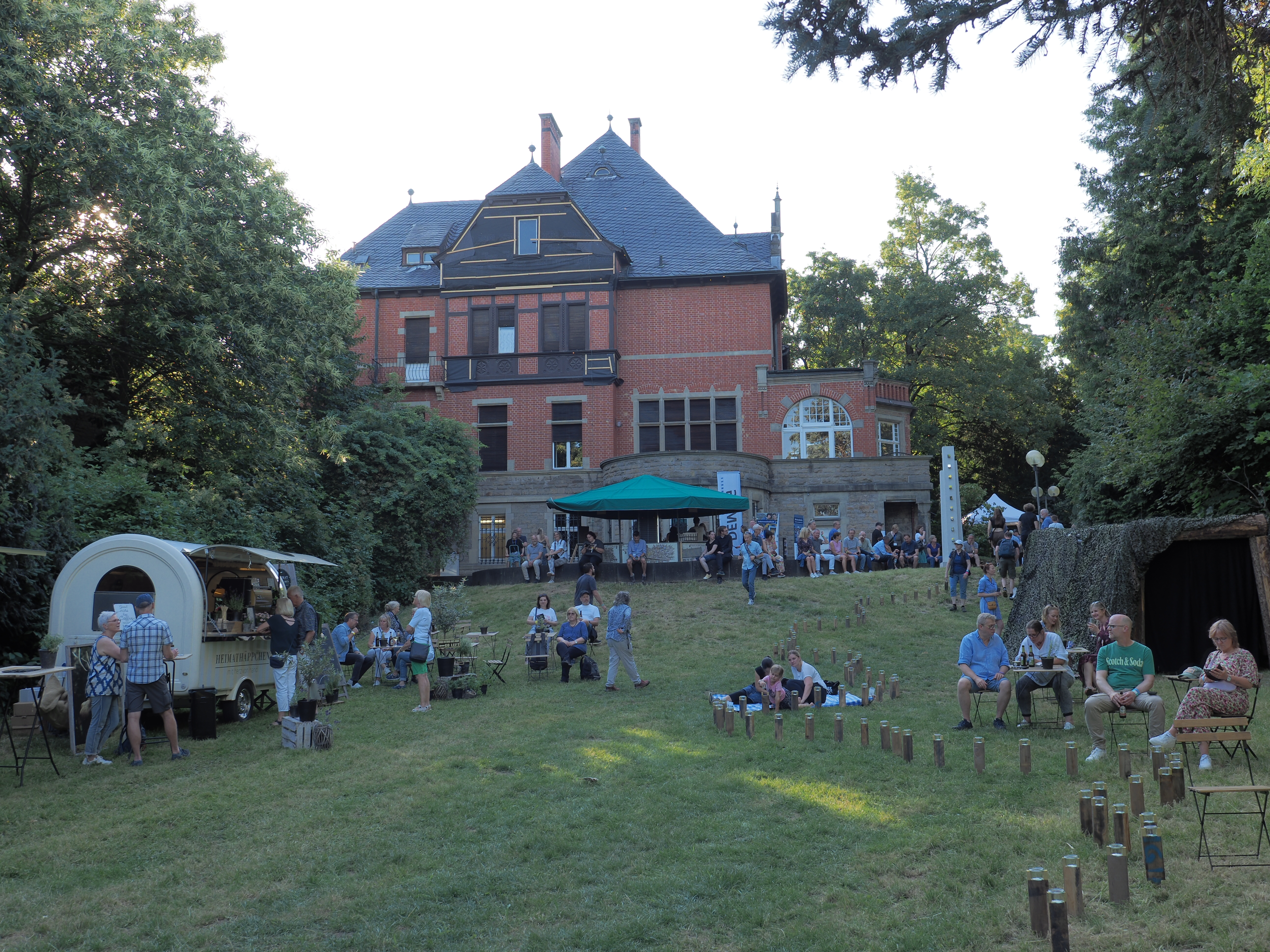
Die Villa von der Gartenseite (ExtraSchicht 2023)

Die Villa Vorsteher ist eine in den 1890er Jahren gebaute Unternehmervilla in der Stadt Wetter (Ruhr) in Nordrhein-Westfalen. Sie liegt im Stadtteil Alt-Wetter an der Kaiserstraße etwa 350 m vom Rathaus entfernt.

## Geschichte
Errichtet wurde das Gebäude im Auftrag von Gustav Vorsteher, einem örtlichen Unternehmer, Kommerzienrat und Mäzen, der es als repräsentatives Wohnhaus nutzte. Die Fassade der Villa ist geprägt von Backstein, Sandstein und einigen Fachwerkelementen. Als Architekt war Gustav Werner tätig.
Die straßenrückwärtige Gartenseite geht in einen rund 4000 m² großen Landschaftsgarten mit Rasenfläche, altem Baumbestand, Bachlauf und Teichen über.
Seit Anfang der 1980er Jahre befinden sich das Gebäude und der umgebende Park im Besitz der Stadt Wetter. Die Villa wird seitdem als „Bürgerhaus“ sowohl von der Stadt selbst genutzt als auch für Veranstaltungen an Vereine und Privatleute vermietet. Das Gelände ist öffentlich und frei zugänglich.
1985 wurde die Villa Vorsteher unter Denkmalschutz gestellt; sie trägt die laufende Nr. 28 in der Denkmalliste von Wetter. Touristisch erschlossen ist sie unter anderem durch die Route der Industriekultur.
Während der Corona-Pandemie wurde die Villa zeitweise als Standesamt genutzt.
2020, zum 125. Jubiläum der Erbauung, produzierte die Stadt einen Kurzfilm, in dem Bürgermeister Frank Hasenberg gemeinsam, mit dem angeblich aus der Vergangenheit in die Zukunft gereisten Gustav Vorsteher, die Villa besichtigt.